# Пхеньянський Великий театр
Пхеньянський Великий театр (кор. 평양대극장) — театр, натхненний стилем древньої держави Чосон, розташований на перетині вулиць Перемоги та Йонгван у Пхеньяні, КНДР.
Будівництво почалося в лютому 1959 і завершено 13 серпня 1960. Площа будівлі – 75 000 м2. У ній розташовується 2190 місць і 3 поверхи. Театр збудовано вздовж вулиці Перемоги, по обидва боки фасаду виконані фрески. Великі та малі дахи, підкреслюють, що будівля збудована в дусі народної культури країни. Став одним із перших досвідів у будівництві у подібному архітектурному стилі.
Використовується як головна сцена для ідейного, ідеологічного та пропагандистського культурного дозвілля.
У червні 2008  у будівлі пройшов капітальний ремонт, який закінчився 3 квітня 2009. Після цього північнокорейські ЗМІ повідомили, що театр обзавівся найновішим звуковим та світловим обладнанням, різними репетиційними та гримерними, а також зручностями, необхідними для художньої творчості та комфортного проведення часу. Зокрема, було замінено весь дах театру, а стіни будівлі було відремонтовано з використанням унікальних будівельних матеріалів та рельєфів. На честь відкриття 15 квітня 2009 відбувся Артфестиваль «26-й Квітневий весняний фестиваль дружби».